# Georgiana Houghton

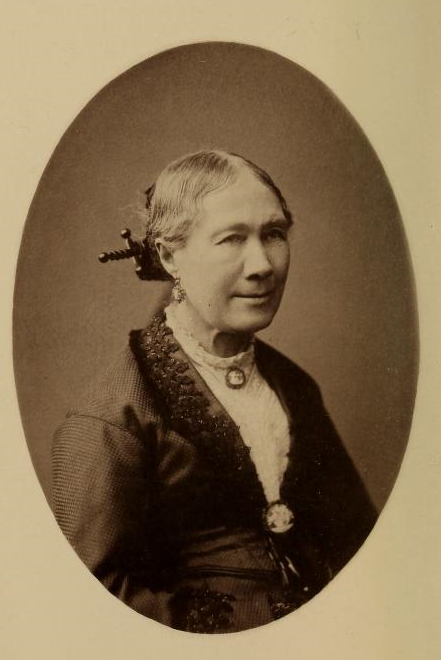
Georgiana Houghton (1882)

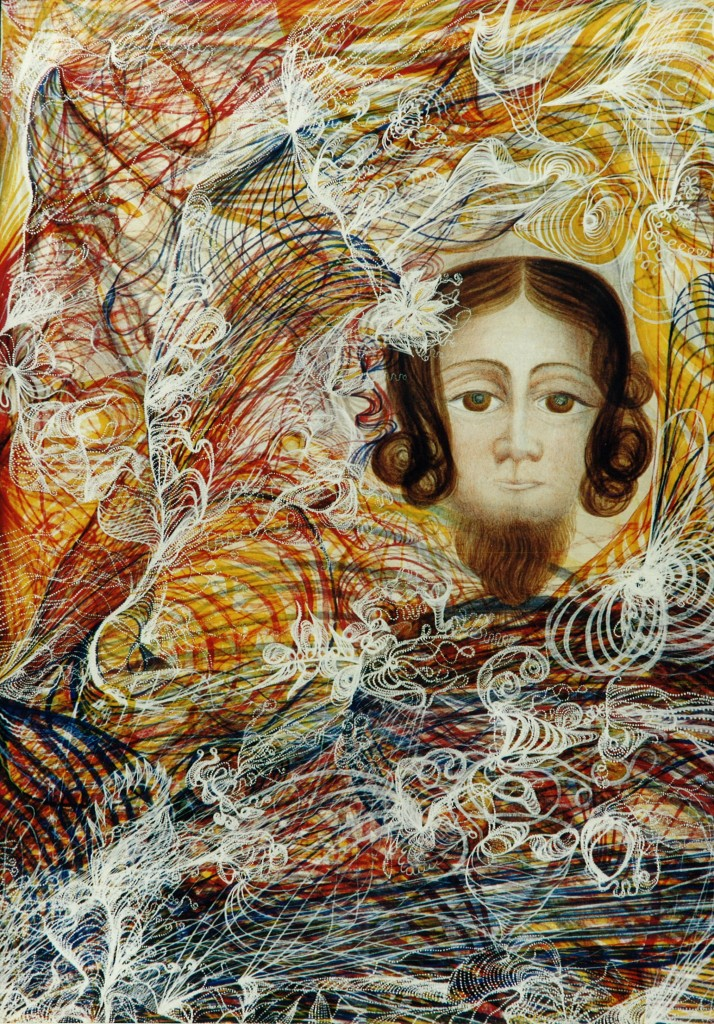
Georgiana Houghton: Porträt Jesus Christus

Georgiana Houghton (* 20. April 1814 in Las Palmas; † 1884 in London) war eine englische Malerin und Spiritistin.

## Leben und Werk
Georgiana Houghton war das siebte Kind einer englischen Händlerfamilie auf der Kanareninsel La Palma, die jedoch wieder nach England zurückkehrte, so dass Georgiana ihre Schulausbildung dort erhielt. Im Jahr 1851 starb eine ihrer Schwestern, mit der sie sich innerlich sehr verbunden fühlte; sie wollte mit ihr auch weiterhin in Kontakt bleiben, was sie zum Spiritismus führte. Dieser brachte sie Ende der 1850er Jahre auch zum Zeichnen und zur Aquarellmalerei, die sie mit einem hohen Maß an intuitivem Automatismus betrieb, da sie sich selbst weniger als Künstlerin, sondern vielmehr als Medium verstand. In den 1860er und 1870er Jahren malte sie eine umfangreiche Serie von Bildern, bei denen sie sich spirituell von Künstlern der Renaissance leiten ließ.
Im Jahr 1871 organisierte und bezahlte sie eine Ausstellung von 155 ihrer Arbeiten in der New British Gallery, die sowohl ein künstlerischer als auch ein finanzieller Misserfolg wurde; trotzdem malte sie weiter. Nach dem Tod ihrer Eltern setzte sie ihre Kommunikation mit den Toten fort und ließ sogar Fotografien angeblicher Geistererscheinungen anfertigen. Sie starb verarmt im Jahr 1884 in London.

## Rezeption
Das Werk der Künstlerin fiel der Vergessenheit anheim; es blieb jedoch nach einer Ausstellung im Jahr 1910 in Australien teilweise erhalten, so dass im Jahr 2015 das Monash University Museum of Art in der australischen Stadt Melbourne eine Ausstellung organisieren konnte, in welcher auch 25 ihrer Aquarelle zu sehen waren. Im Juni 2016 fand eine Einzelausstellung im Courtauld Institute of Art in London statt, so dass auch die europäische und internationale Kunstwelt auf Georgiana Houghton aufmerksam wurde. Ihr Werk gilt nunmehr sowohl als Vorläufer der naiven, der surrealen als auch der abstrakten Malerei.

## Stil
Georgiana Houghtons Malweise ist zeichnerisch linear; flächige Partien fehlen nahezu völlig. Bemerkenswert ist die fehlerfreie exakte Linienführung. Es überwiegen rote, gelbe, grüne und blaue Farbtöne, die bei einigen Bildern für sich stehen, bei anderen jedoch lediglich den Hintergrund für ein Spiel aus hauchdünnen gekrümmten weißen Linien bilden.

## Schriften
- Chronicles of the Photographs of Spiritual Beings and Phenomena Invisible to the Material Eye (1882)
- Evenings at Home in Spiritual Séance (1882)